# 静岡県道30号焼津藤枝線
静岡県道30号焼津藤枝線（しずおかけんどう30ごう やいづふじえだせん）は、静岡県焼津市から藤枝市に至る主要地方道（県道）である。

## 概要
焼津駅を経て、駅北の通りを西に進み藤枝に至る。

### 路線データ
- 起点：焼津市本町3丁目（本町3丁目交差点、静岡県道416号静岡焼津線交点）
- 終点：藤枝市大手（大手交差点、静岡県道381号島田岡部線交点）

## 歴史
- 1954年（昭和29年）1月20日 - 建設省（現・国土交通省）が主要地方道に指定。
- 1955年（昭和30年） - 静岡県が路線認定。
- 1972年（昭和47年）4月1日 - 静岡県が整理番号を30へ変更。
- 1993年（平成5年）5月11日 - 建設省から、県道焼津藤枝線が焼津藤枝線として主要地方道に指定される[1]。

## 地理

### 通過する自治体
- 焼津市
- 藤枝市

### 交差する道路
- 静岡県道416号静岡焼津線（焼津市本町3丁目・本町3丁目交差点、起点）
- 静岡県道81号焼津森線（焼津市焼津・焼津一丁目交差点）
- 静岡県道213号焼津岡部線（焼津市駅北・駅北2丁目交差点）
- 静岡県道81号焼津森線（焼津市駅北・大村陸橋北交差点）
- 国道150号（焼津市大覚寺・大覚寺IC交差点）
- 静岡県道224号大富藤枝線（藤枝市郡）
- 静岡県道215号伊久美藤枝線・静岡県道381号島田岡部線（藤枝市大手・大手交差点、終点）

### 沿線
- 焼津市立焼津東小学校
- JR東海東海道本線 焼津駅
- 焼津市立大村中学校
- 瀬戸川
- 静岡県立藤枝北高等学校